# Máthé András (újságíró, 1932)
Máthé András (Marosvásárhely, 1932. szeptember 6. – Baja, 2020. december 23.) romániai magyar szerkesztő, újságíró.

## Élte
Szülővárosa Bolyai Farkas Líceumában érettségizett 1951-ben. A Bolyai Tudományegyetem biológiai karán szerzett tanári képesítést 1955-ben. A marosvásárhelyi Vörös Zászló gazdasági és tudományos rovatvezetője volt 1955–58-ban, a marosvásárhelyi Rádió-Stúdió alapító tagja és szerkesztője 1958 és 1959 között. Karcolatai és jugoszláviai, olasz- és franciaországi útirajzai jelentek meg a Vörös Zászlóban (1959–72), a müncheni olimpiáról tudósította a lapot. 1960-tól a Maros megyei tartományi könyvtárnál dolgozott, 1964-től tanár volt Marosszentkirályon 1990-es nyugalomba vonulásáig. Az orvosok és biológusok országos amatőr festőkiállításain akvarellekkel szerepelt (1979–92). Útikönyve: Segesvár rövid története 55 képben elbeszélve; szöveg Máthé András, képek Barabás Ferenc; Typografika Kft., Békéscsaba, 1999 (Typo-go útikönyvek).